# G.I. Blues (album)
Albums de Elvis Presley
Elvis Is Back!
(1960) His Hand in Mine
(1960)
G.I. Blues est un album d'Elvis Presley sorti en octobre 1960. Il s'agit de la bande originale du film Café Europa en uniforme, dont Presley tient le premier rôle.

## Titres

### Face 1
1. Tonight Is So Right for Love (Abner Silver, Sid Wayne) – 2:14
2. What's She Really Like (Abner Silver, Sid Wayne) – 2:17
3. Frankfort Special (Sid Wayne, Sherman Edwards) – 2:58
4. Wooden Heart (Ben Weisman, Fred Wise, Kathleen Twomey, Bert Kaempfert) – 2:03
5. G.I. Blues (Sid Tepper, Roy C. Bennett) – 2:36

### Face 2
1. Pocketful of Rainbows (Ben Weisman, Fred Wise) – 2:35
2. Shoppin' Around (Aaron Schroeder, Sid Tepper, Roy C. Bennett) – 2:24
3. Big Boots (Sid Wayne, Sherman Edwards) – 1:31
4. Didja' Ever (Sid Wayne, Sherman Edwards) – 2:36
5. Blue Suede Shoes (Carl Perkins) – 2:07
6. Doin' the Best I Can (Doc Pomus, Mort Shuman) – 3:10

## Musiciens
- Elvis Presley : chant, guitare acoustique
- Scotty Moore : guitare électrique
- Tiny Timbrell : guitare acoustique
- Neal Matthews : basse
- Pete Drake : pedal steel guitar
- Jimmie Haskell : accordéon
- Hoyt Hawkins : tambourin
- Dudley Brooks : piano
- Ray Siegel : contrebasse
- D. J. Fontana : batterie
- Frank Bode : batterie
- Bernie Mattinson : batterie
- The Jordanaires : chœurs